# Basotho-oorlogen
De Basotho-oorlogen waren drie oorlogen van 1858 tot 1868 tussen de Oranje Vrijstaat en de Basotho.

## Verloop

### Voorgeschiedenis
Begin jaren 20 van de 19e eeuw had koning Moshoeshoe I de Basotho verenigd in de Drakensbergen om zich te verdedigen tijdens de Mfecane, een periode van chaos en onrust tussen de inheemse stammen van Zuid-Afrika. In de daaropvolgende decennia begonnen de Europeanen van de Britse Kaapkolonie uit te breiden naar het noorden, waaronder de Britten en de Nederlandstalige Voortrekkers, oftewel de Boeren.
In 1848 werd door het Verenigd Koninkrijk de Oranjeriviersoevereiniteit uitgeroepen en ontstonden er grensconflicten tussen de Britten en de Basotho. De Britten stelden een grens tussen beide gebieden op, de zogenaamde Warden line, maar Moshoeshoe voelde zich benadeeld omdat de vruchtbare vallei van de Caledonrivier hiermee in Britse handen viel. Moshoeshoe kwam in opstand en versloeg de Britten tweemaal, bij Viervoet in 1851 en Berea Plateau in 1852.
Door de hoge kosten van deze conflicten droeg het Verenigd Koninkrijk het gezag van de Oranjeriviersoevereiniteit over aan de Boeren en in 1854 werd de Boerenrepubliek Oranje Vrijstaat gesticht. De grensconflicten werden door de Boeren voortgezet.

### Eerste Basotho-oorlog
In maart 1858 verklaarde president Jacobus Nicolaas Boshoff van de Oranje Vrijstaat de oorlog aan de Basotho. De Boeren wisten het bergfort Thaba Bosiu niet te penetreren, maar vernietigde wel vele zendingsposten die de Franse Société des missions évangéliques de Paris vanaf 1833 had opgericht. De oorlog eindigde uiteindelijk onbeslist.

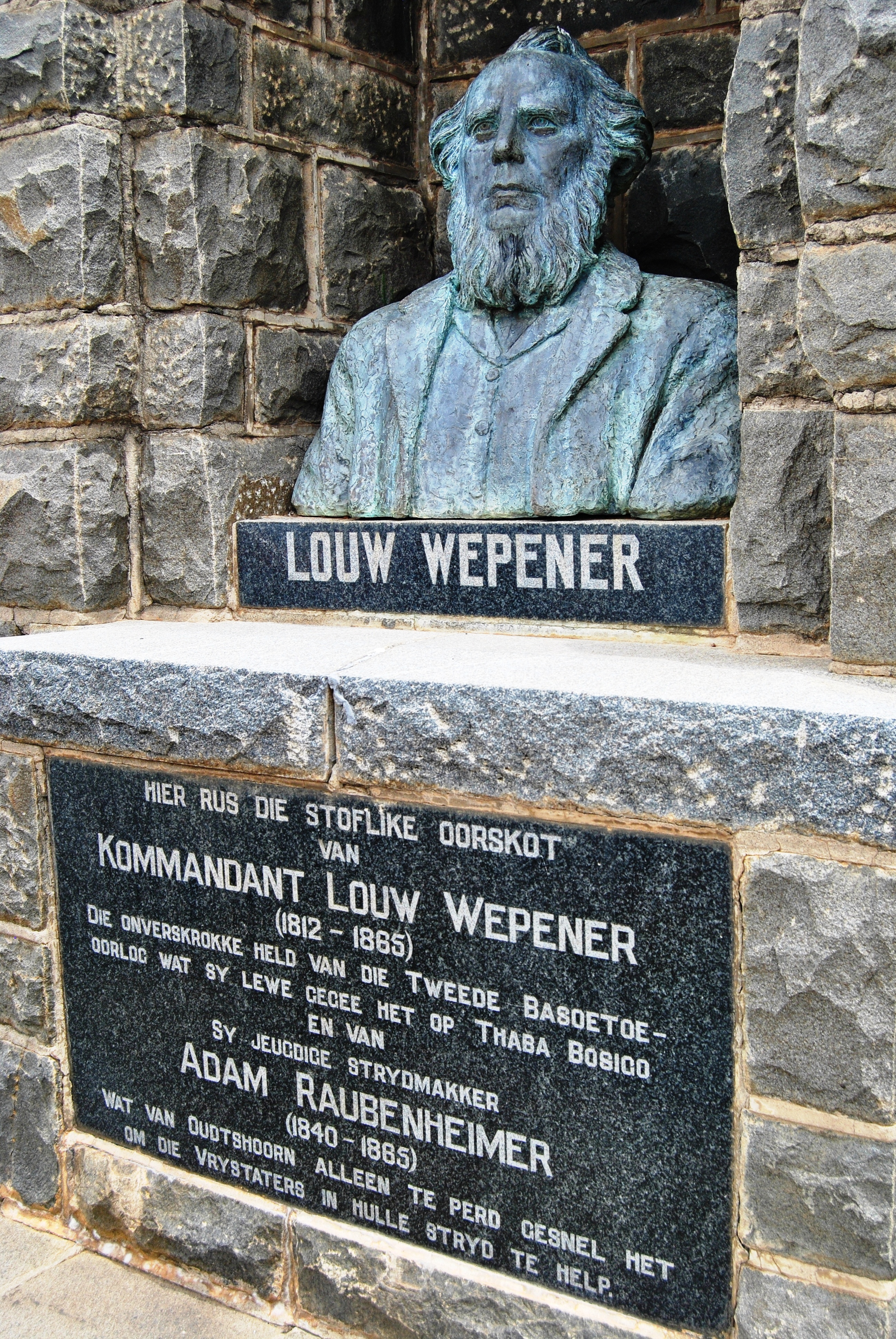
Graf van Louw Wepener

### Tweede Basotho-oorlog
In 1865 verklaarde de opvolger van Boshoff, Johannes Henricus Brand, opnieuw de oorlog. Deze tweede oorlog stond bij de Basotho bekend als de Seqeti-oorlog, naar het geluid dat de nieuwe kanonnen van de Boeren maakten.
Het Vrijstaatse leger wist de Basotho uit te putten door hun vee in beslag te nemen en hun gewassen te vernietigen. Twee pogingen om Thaba Bosiu te veroveren op 8 augustus en 15 augustus mislukten opnieuw. Bij deze laatste poging sneuvelde de Vrijstaatse commandant Louw Wepener, die een heldenstatus verkreeg. Vanwege het voedseltekort tekende Moshoeshoe op 11 april 1866 een vredesverdrag ten gunste van de Vrijstaat

### Derde Basotho-oorlog
In juni 1867 werden twee blanken te Ladybrand, op betwist grondgebied, vermoord. Toen Moshoeshoe weigerde de moordenaars aan de Vrijstaat uit te leveren brak in juli de derde oorlog uit. De Boeren veroverden vrijwel geheel Basutoland, wederom op Thaba Bosiu na. Moshoeshoe besloot de Britten om hulp te vragen en op 12 maart 1868 lijfde het Britse parlement Basutoland in als protectoraat, waarmee de Boeren gedwongen waren om hun wapens neer te leggen.
Bij de Conventie van Aliwal-Noord in februari 1869 werden voorgoed de grenzen tussen de Vrijstaat en Basutoland besloten. Moshoeshoe overleed in 1870 en werd begraven op Thaba Bosiu, zijn ondoordringbaar fort.